# Thierry Lhermitte
Thierry Lhermitte (Boulogne-Billancourt, 24 novembre 1952) è un attore francese.

## Biografia
Figlio di André Lhermitte e Rossanne Bouchara, discende da una famiglia di origine ebrea che vanta artisti e medici come il pittore Léon Lhermitte e i neurologi François Lhermitte e Jean Lhermitte.
Negli anni settanta, con Christian Clavier, Michel Blanc e Gérard Jugnot (conosciuti al liceo di Neuilly) ha formato il gruppo comico Splendid, al quale hanno collaborato anche Josiane Balasko e Marie-Anne Chazel. Con questo gruppo di amici ha lavorato nella serie Les bronzés, il cui terzo capitolo, Les bronzés 3: amis pour la vie, realizzato nel 2006, ha superato in Francia l'incasso di 10 milioni di euro.
Nel 1981 è stato il primo vincitore del Premio Jean Gabin. Durante questo decennio ha interpretato numerose commedie di grande successo tra le quali Il commissadro (1984) e molte altre inedite in Italia. Il ruolo brillante più noto è quello di Pierre Brochant in La cena dei cretini (1998) di Francis Veber. 
Assieme alla carriera di attore, negli anni novanta si è dedicato anche alla produzione cinematografica, alla quale però è stato costretto a rinunciare dopo il fallimento commerciale del film Le prince du Pacifique (2000). Nel 2001 ha sorpreso pubblico e critica con una efficace interpretazione drammatica nel film Une affaire privée - Una questione privata.

## Vita privata
Appassionato di cavalli, pratica l'equitazione. 
Sposato con Hélène Aubert dalla metà degli anni 70, ha avuto da lei tre figli : Astrée (1975), Victor (1979) e Louise (1993), cantante nota col nome d'arte Lonny. Vive a Parigi.
Di carattere riservato, nel 1987 si è concesso un anno di riposo facendo il giro del mondo assieme alla famiglia.
Su di lui è circolata per lungo tempo la falsa notizia che fosse affetto da prosopagnosia, una malattia rara che non permette di riconoscere i volti delle persone care e talvolta il proprio volto. La smentita è arrivata da parte dell'attore stesso nel 2022.

## Filmografia parziale

### Cinema
- L'an 01, regia di Jacques Doillon, Alain Resnais (1973)
- I santissimi (Les Valseuses), regia di Bertrand Blier (1974)
- La polizia indaga: siamo tutti sospettati (Les Suspects), regia di Michel Wyn (1974)
- Le bol d'air, regia di Charles Nemes (1975)
- Non è perché non si ha nulla da dire che si deve star zitti (C'est parce qu'on a rien à dire qu'il faut fermer sa gueule...), regia di Jacques Besnard (1975)
- Che la festa cominci... (Que la fête commence...), regia di Bertrand Tavernier (1975)
- Attenti agli occhi, attenti al... (Attention les yeux !), regia di Gérard Pirès (1976)
- Oublie-moi, Mandoline, regia di Michel Wyn (1976)
- Come è cambiata la nostra vita (F...comme Fairbanks), regia di Maurice Dugowson (1976)
- Le diable dans la boîte, regia di Pierre Lary (1977)
- L'amore in erba (L'Amour en herbe), regia di Roger Andrieux (1977)
- I miei vicini sono simpatici (Des enfants gâtés), regia di Bertrand Tavernier (1977)
- Vous n'aurez pas l'Alsace et la Lorraine, regia di Coluche (1977)
- Un uomo in premio (Le Dernier amant romantique), regia di Just Jaeckin (1978)
- Si vous n'aimez pas ça, n'en dégoûtez pas les autres, regia di Raymond Lewin (1978)
- Les bronzés, regia di Patrice Leconte (1978)
- Les héros n'ont pas froids aux oreilles, regia di Charles Nemes (1979)
- Les bronzés font du ski, regia di Patrice Leconte (1979)
- Alors, heureux?, regia di Claude Barrois (1980)
- Tout dépend des filles..., regia di Pierre Fabre (1980)
- La banchiera (La banquière), regia di Francis Girod (1980)
- Clara et les Chics Types, regia di Jacques Monnet (1981)
- L'année prochaine...si tout va bien, regia di Jean-Loup Hubert (1981)
- Les hommes préfèrent les grosses, regia di Jean-Marie Poiré (1981)
- Elle voit des nains partout!,, regia di Jean-Claude Sussfeld (1982)
- Le père Noël est une ordure, regia di Jean-Marie Poiré (1982)
- Legittima difesa (Légitime violence), regia di Serge Leroy (1982)
- Un homme à ma taille, regia di Annette Carducci (1983)
- Rock'n Torah, regia di Marc-André Grynbaum (1983)
- L'indic, regia di Serge Leroy (1983)
- Stella, regia di Laurent Heynemann (1983)
- La Femme de mon pote, regia di Bertrand Blier (1983)
- La fiancée qui venait du froid, regia di Charles Nemes (1983)
- Papy fait de la résistance, regia di Jean-Marie Poiré (1983)
- La smala, regia di Jean-Loup Hubert (1984)
- Il commissadro (Les Ripoux), regia di Claude Zidi (1984)
- Until September, regia di Richard Marquand (1984)
- Uno scomodo detective (Un été d'enfer), regia di Michael Schock (1984)
- Le mariage du siècle, regia di Philippe Galland (1985)
- Les rois du gag, regia di Claude Zidi (1985)
- Nuit d'ivresse, regia di Bernard Nauer (1986)
- Ultima estate a Tangeri (Dernier été à Tanger), regia di Alexandre Arcady (1987)
- Fucking Fernand, regia di Gérard Mordillat (1987)
- Promotion canapé, regia di Didier Kaminka (1990)
- Ripoux contre ripoux, regia di Claude Zidi (1990)
- La fête des pères, regia di Joy Fleury (1990)
- Le mille e una notte (Les 1001 nuits), regia di Philippe de Broca (1990)
- Un piede in paradiso, regia di Enzo Barboni (1991)
- Les secrets professionnels du Dr. Apfelglück, regia di Alessandro Capone, Stéphane Clavier (1991)
- La totale!, regia di Claude Zidi (1991)
- Le zèbre, regia di Jean Poiret (1992)
- L'honneur de la tribu, regia di Mahmoud Zemmouri (1993)
- Tango, regia di Patrice Leconte (1993)
- Fanfan, regia di Alexandre Jardin (1993)
- L'ombra del dubbio (L'Ombre du doute), regia di Aline Issermann (1993)
- La vengeance d'une blonde, regia di Jeannot Swarcz (1994)
- Elles n'oublient jamais, regia di Christopher Frank (1994)
- Il sosia (Grosse fatigue), regia di Michel Blanc (1994)
- Un indiano in città (Un indien dans la ville), regia di Hervé Palud (1994)
- Tutti i giorni è domenica (Tous les jours dimanche), regia di Jean-Charles Tacchella (1995)
- Ma femme me quitte, regia di Didier Kaminka (1996)
- Fallait pas!..., regia di Gérard Jugnot (1996)
- Les soeurs Soleil, regia di Jeannot Swarcz (1997)
- Comme des rois, regia di François Velle (1997)
- Quatre garçons pleins d'avenir, regia di Jean-Paul Lilienfeld (1997)
- Marquise, regia di Véra Belmont (1997)
- Un lupo mannaro americano a Parigi (An American Werewolf in Paris), regia di Anthony Waller (1997)
- La cena dei cretini (Le Dîner de cons), regia di Francis Veber (1998)
- Charité biz'ness, regia di Thierry Barthes (1998)
- Les collègues, regia di Philippe Dajoux (1999)
- Trafic d'influence, regia di Dominique Farrugia (1999)
- Le plus beau pays du monde, regia di Marcel Bluwal (1999)
- C'est pas ma faute!, regia di Jacques Monnet (1999)
- Augustin, roi du kung-fu, regia di Anne Fontaine (1999)
- Le prof, regia di Alexandre Jardin (2000)
- Meilleur espoir féminin, regia di Gérard Jugnot (2000)
- Vincent - Una vita dopo l'altra (Deuxième vie), regia di Patrick Braoudé (2000)
- Il principe del Pacifico (Le prince du Pacifique), regia di Alain Corneau (2000)
- Bon plan, regia di Jérôme Lévy (2000)
- L'apparenza inganna (Le Placard), regia di Francis Veber (2001)
- Le roman de Lulu, regia di Pierre-Olivier Scotto (2001)
- La bande du Drugstore, regia di François Armanet (2002)
- Une affaire privée - Una questione privata (Une Affaire privée), regia di Guillaume Nicloux (2002)
- And Now... Ladies & Gentlemen, regia di Claude Lelouch (2002)
- Effroyables jardins - I giardini crudeli della vita (Effroyables jardins), regia di Jean Becker (2003)
- Snowboarder, regia di Olias Barco (2003)
- Le Divorce - Americane a Parigi (Le Divorce), regia di James Ivory (2003)
- Bastardo dentro (Mauvais esprit), regia di Patrick Alessandrin (2003)
- Violenza estrema (Cette femme-là), regia di Guillaume Nicloux (2003)
- Ripoux 3, regia di Claude Zidi (2003)
- Les clefs de bagnole, regia di Laurent Baffie (2003)
- Qui perd gagne!, regia di Laurent Bénégui (2004)
- Il club delle promesse (Au secours, j'ai trente ans!), regia di Marie-Anne Chazel (2004)
- L'américain, regia di Patrick Timsit (2004)
- L'ex-femme de ma vie, regia di Josiane Balasko (2004)
- Entre vivir y soñar, regia di Alfonso Albacete, David Menkes (2004)
- L'antidoto (L'Antidote), regia di Vincent De Brus (2005)
- Foon, regia di Benoit Pétré (2005)
- Les bronzés 3: amis pour la vie, regia di Patrice Leconte (2006)
- Incontrôlable, regia di Raffy Shart (2006)
- L'uomo medio + medio (Comme tout le monde), regia di Pierre-Paul Renders (2006)
- L'invitato (L'Invité), regia di Laurent Bounhik (2007)
- Adorabili amiche (Thelma, Louise et Chantal), regia di Benoît Pétré (2010)
- Quai d'Orsay, regia di Bertrand Tavernier (2013)
- Just a Gigolo, regia di Olivier Baroux (2019)
- Mistero a Saint-Tropez (Mystère à Saint-Tropez), regia di Nicolas Benamou (2021)
- Sexygénaires, regia di Robin Sykes (2023)

### Televisione
- Caméra une première (1980) - serie TV
- Le voyageur imprudent, regia di Pierre Tchernia (1982) - film TV
- Au théâtre ce soir (1982) - serie TV
- La tribu des vieux enfants, regia di Michel Favart (1982) - film TV
- Le père Noël est une ordure, regia di Philippe Galland (1985) - film TV
- Sueurs froides (1988) - serie TV
- L'ex-femme de ma vie, regia di Josée Dayan (1990) - film TV
- Les danseurs du Mozambique, regia di Philippe Lefebvre (1992) - film TV
- Deux justiciers dans la ville (1993) - serie TV
- Il giovane Casanova, regia di Giacomo Battiato (2002) - film TV
- Il segreto di Thomas (Entrusted), regia di Giacomo Battiato (2003) - film TV
- L'enfant de l'aube, regia di Marc Angelo (2004) - film TV
- Si j'étais elle, regia di Stéphane Clavier (2004) - film TV
- I testimoni (Les Témoins) - serie TV, 6 episodi (2014)

## Doppiatori italiani
- Gino La Monica in Marquise, Le Divorce - Americane a Parigi, L'uomo medio più medio
- Francesco Pannofino in La cena dei cretini, L'apparenza inganna, Bastardo dentro
- Massimo Rossi in Il commissadro
- Rodolfo Bianchi in Ultima estate a Tangeri
- Gaetano Varcasia in Un piede in paradiso
- Tonino Accolla in  Un indiano in città
- Franco Mannella in And Now... Ladies & Gentlemen
- Giorgio Bonino in Effroyables jardins - I giardini crudeli della vita
- Saverio Indrio in Adorabili amiche
- Mario Scarabelli in I testimoni
- Antonio Palumbo in Mistero a Saint-Tropez